# Omsewitz
Omsewitz ist ein Stadtteil der sächsischen Landeshauptstadt Dresden im Stadtbezirk Cotta.

## Geographie

### Lage
Omsewitz grenzt im Süden an Gorbitz, im Westen an Gompitz und Ockerwitz, im Norden an Merbitz, Mobschatz und Briesnitz und im Osten an Leutewitz.

### Gemarkung
Die Omsewitzer Gemarkungsgrenze zum südlich benachbarten Stadtteil Gorbitz verläuft zunächst an der Südseite des Friedhofs Cotta, macht dann an dessen Westende einen Knick nach Süden und folgt der Südseite der Coventrystraße bis zur Straßenbahnhaltestelle Schlehenstraße; von hier aus führt sie nach Südwesten entlang der Hinterfront der Gebäude an der Tulpenstraße, macht dann einen leichten Knick nach Westsüdwesten zur Forsythienstraße und zur Nordseite des Betriebshofs Gorbitz und dann nach Norden zurück zur Coventrystraße. Von hier aus führt die Grenze zu Gompitz in nordnordwestlicher Richtung über ein Feld bis zur Nordseite der Gompitzer Straße. Die Grenze zu Ockerwitz verläuft zunächst in ostnordöstlicher Richtung parallel zur Gompitzer Straße und dann in nördlicher Richtung zum Westende der Roitzscher Straße, weiter entlang der Straße Am Querfeld, dem Talweg und der Feldgrenze östlich des Sonnenwinkels. An der Waldkante des Zschonergrunds macht sie einen leichten Knick nach Nordwesten und führt bis zum Zschonerbach. Von dort aus verläuft die Grenze zu Merbitz und Mobschatz parallel zum Zschonergrundweg. Die Gemarkungsgrenze zu Briesnitz läuft dann in südöstlicher Richtung durch den Zschonergrund und entlang einer Feldgrenze bis zum Westende des Wolfszugs, folgt diesem ein Stück nach Nordosten und verläuft daraufhin an den nordöstlichen Grundstücksgrenzen der Straße Schöne Aussicht, macht einen weiteren Knick nach Osten und führt in einer leichten Kurve zwischen Briesnitzer Höhe und Martin-Opiptz-Straße bis etwa zum Südrand der Grundstücke am Wirtschaftsweg und schließlich in ostsüdöstlicher Richtung bis zur Straße Am Lehmberg. Von dort aus folgt die Grenze zu Leutewitz zunächst der Straße Am Lehmberg, knickt dann zwischen den Häusern 47 und 49 nach Süden ab, verläuft dann entlang weiterer Grundstücksgrenzen an der Warthaer Straße und der Weststraße, weiter entlang eines Feldwegs westlich der Ockerwitzer Straße und entlang einer Feldgrenze zur Gompitzer Straße. Von hier aus folgt sie zunächst der Gompitzer Straße und der Steinbacher Straße nach Osten und danach der Gorbitzer Straße nach Süden, wo sie schließlich wieder auf den Cottaer Friedhof trifft.

### Statistische Stadtteile und Bezirke
Das Gebiet von Omsewitz ist seit 1991 zwei statistischen Stadtteilen zugewiesen. Der historische Ortskern und der Norden ist mit Briesnitz, Kemnitz, Leutewitz und Stetzsch zum statistischen Stadtteil Briesnitz (Nr. 98) zusammengefasst. Die Plattenbauten südlich der Gompitzer Straße und der Lise-Meitner-Straße sind mit einem Teil von Gorbitz zum statistischen Stadtteil Gorbitz-Nord/Neuomsewitz (Nr. 97) zusammengefasst.
Innerhalb des Statistischen Stadtteils Briesnitz bildet fast das gesamte Gebiet nördlich der Gompitzer Straße den statistischen Bezirk 985 Alt‐Omsewitz, lediglich die Weststraße ist dem Bezirk 986 Leutewitz zugewiesen. Gorbitz-Nord/Neuomsewitz gliedert sich in acht Bezirke, von denen sechs, nämlich 973 Neu-Omsewitz (Melissenweg), 974 Neu-Omsewitz (Kresseweg), 975 Neu-Omsewitz (Harthaer Str.-Ost), 976 Neu-Omsewitz (Harthaer Str.-Mitte), 977 Neu-Omsewitz (Harthaer Str.-West) und 978 Neu-Omsewitz (Thymianweg) zu Omsewitz gehören.

## Geschichte

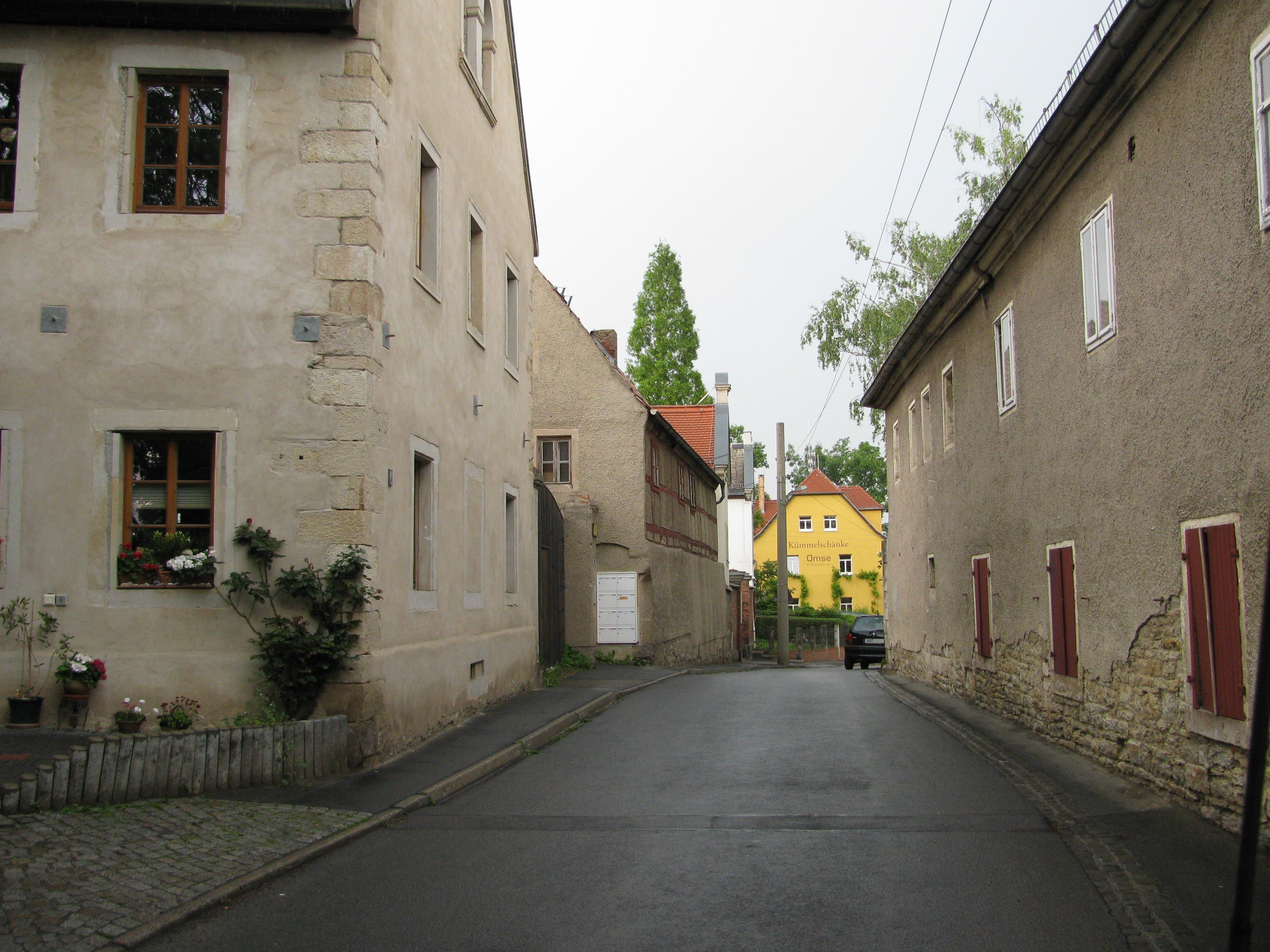
Dorfkern Altomsewitz

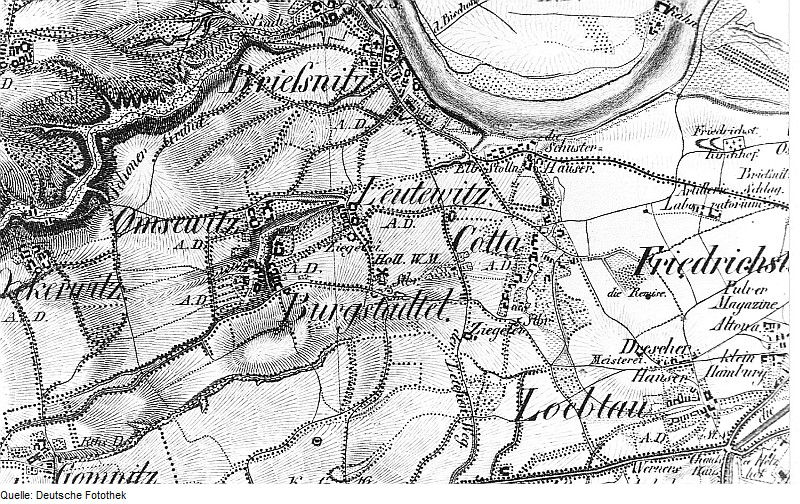
Omsewitz und seine Nachbardörfer auf einer Karte von 1821

Omsewitz wurde 1317 als Omasuwicz (altsorbisch: Leute des Omaz) erstmals urkundlich erwähnt, als der Archidiakon von Nisan dem Meißner Dom ein Herrengut in dem Ort stiftete. Burgstädtels Erwähnung folgte etwa 200 Jahre später in den Urkunden, nämlich 1511 als Borckstadtel. Der Name wurde später volksetymologisch mit Ameisen (landschaftlich Ämse) in Verbindung gebracht, sodass bspw. das Gemeindesiegel Anfang des 20. Jh. eine Ameise zeigte.
Omsewitz gehörte Jahrhunderte zum Meißner Domkapitel. Erst ab 1559 kam es zum Amt Dresden.
Die beiden Bauerndörfer Omsewitz und Burgstädtel schlossen sich bereits 1905 zusammen. Nach dem Ersten Weltkrieg entstand in Omsewitz eine große Wohnsiedlung. Dazu wurden auch einige größere Villen gebaut. 1930 erfolgte die Eingemeindung nach Dresden.
Der historische Dorfkern wurde durch die Erhaltungssatzung, die die Stadtverordnetenversammlung am 4. Juni 1992 beschlossen hat, unter Schutz gestellt.
Der Immobilienkonzern Vonovia verfügt zusammen mit der Eisenbahnerwohnungsgenossenschaft (EWG) über den Hauptanteil am Wohngebiet, das es seit 1985 in Omsewitz gibt. Vorher erstreckten sich nur weite Acker- und Viehflächen über das Gebiet.

### Einwohnerentwicklung
| Jahr    | Omsewitz                       | Burgstädtel         | Summe |
| ------- | ------------------------------ | ------------------- | ----- |
| 1547    | 8 besessene(r) Mann            |                     |       |
| 1559    |                                | 2 besessene(r) Mann |       |
| 1764    | 8 besessene(r) Mann, 1 Häusler | 6 besessene(r) Mann |       |
| 1814–28 |                                | 49                  |       |
| 1834    | 108                            | 56                  | 164   |
| 1843    | 109                            | 51                  | 160   |
| 1846    | 114                            | 47                  | 161   |
| 1849    | 108                            | 24                  | 132   |
| 1852    | 98                             | 43                  | 141   |
| 1855    | 95                             | 46                  | 141   |
| 1858    | 93                             | 40                  | 133   |
| 1861    | 93                             | 49                  | 142   |
| 1863    | 130                            | 67                  | 197   |
| 1867    | 96                             | 80                  | 176   |
| 1871    | 101                            | 81                  | 182   |
| 1875    | 113                            | 80                  | 193   |
| 1880    | 117                            | 50                  | 167   |
| 1885    | 125                            | 79                  | 204   |
| 1890    | 140                            | 76                  | 216   |
| 1895    | 136                            | 103                 | 239   |
| 1910    | 874                            |                     |       |
| 1925    | 1132                           |                     |       |

## Verkehr

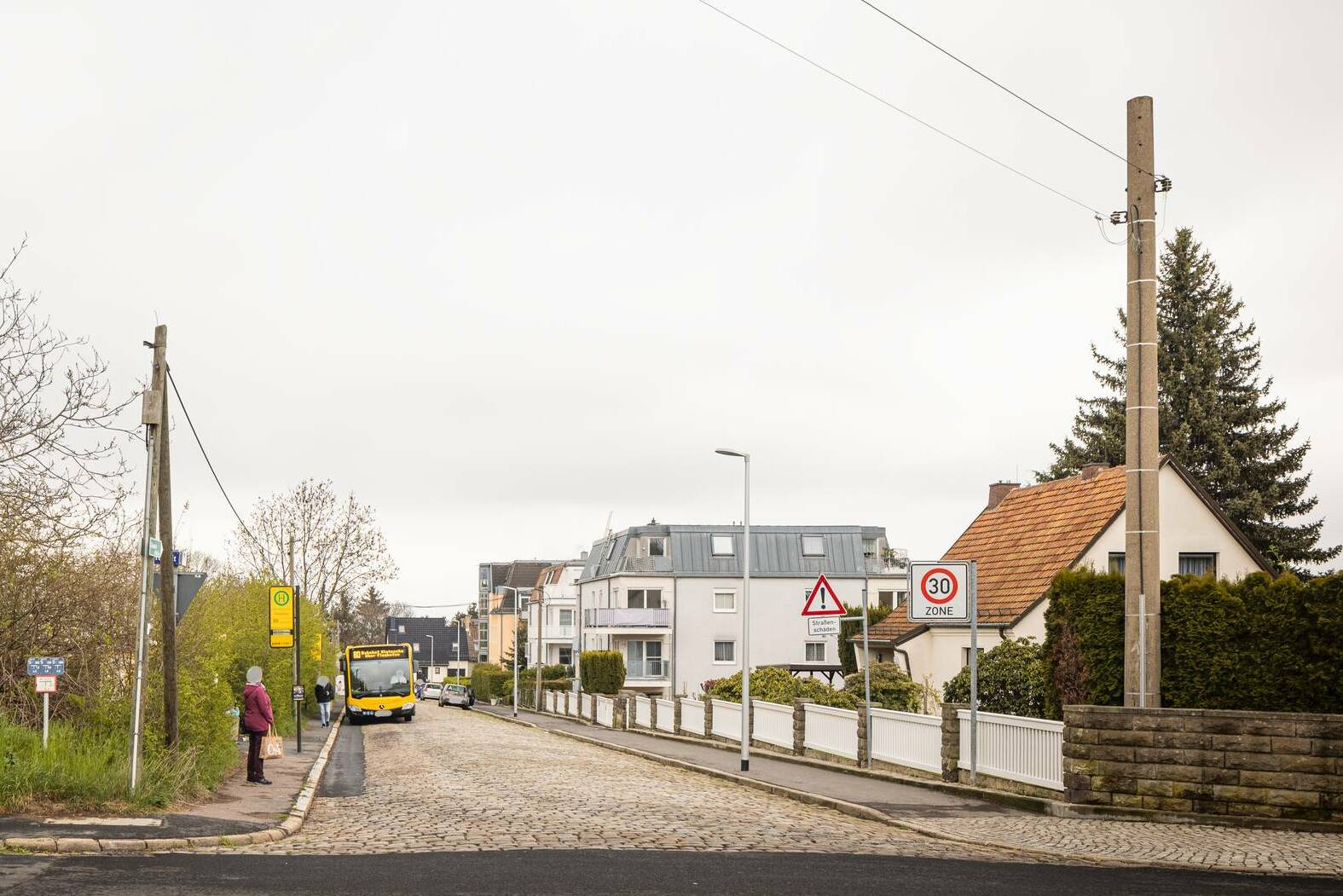
Ein Bus der Linie 80 an der Haltestelle Omsewitz

Durch Omsewitz verläuft die vierstreifig ausgebaute Coventrystraße (B 173), die unter anderem als Autobahnzubringer zur Bundesautobahn 17 fungiert.
Im Süden des Neubaugebiets Neuomsewitz liegt die Straßenbahnhaltestelle Schlehenstraße. Dort verkehren drei Straßenbahnlinien (2 Kleinzschachwitz – Gorbitz; 6 Gorbitz – Niedersedlitz und 7 Weixdorf – Pennrich).
Durch Omsewitz führen drei Buslinien (80 Bahnhof Klotzsche – Omsewitz, 92 Cotta Ockerwitz und 97 Zschonergrundmühle – Leutewitz).

## Öffentliche und soziale Einrichtungen

### Schulen
Im Omsewitz wurden erst im Zuge der Errichtung des Neubaugebiets Gorbitz in den 1980er Jahren Schulgebäude angelegt. Auf der Ginsterstraße entstanden zwei direkt benachbarte Polytechnische Oberschulen vom Typ Dresden R 81. Nach der Wende wurde eine als Grund und eine als Mittelschule weitergeführt. Später wurden beide geschlossen. Die ehemalige 140. Schule wird seit 2016 wieder als Bauauslagerungsschule genutzt. Auf der Lise-Meitner-Straße wurde 1996 ein Kindergarten in eine Schule für Kinder mit geistiger Behinderung umgewandelt.
| Bild | Adresse                | Nutzung |
| ---- | ---------------------- | --- |
|      | Lise-Meitner-Straße 22 | ursprünglich Kindergarten, seit 1996 Schule mit dem Förderschwerpunkt geistige Entwicklung „Astrid Lindgren“     |
|      | Ginsterstraße 1        | 141. POS, 141. Mittelschule, 2006 geschlossen                                                                    |
|      | Ginsterstraße 3        | 140. POS, 140. Grundschule, in den 1990ern oder 2000ern geschlossen, seit 2016 als Bauauslagerungsschule genutzt |

### Kindergärten, Kinder- und Jugendhäuser
In Omsewitz gibt es aktuell (Stand 2021) vier Kindergärten.
| Bild | Adresse                 | Nutzung                                |
| ---- | ----------------------- | -------------------------------------- |
|      | Altomsewitz             | Waldorfkindergarten Altomsewitz        |
|      | Freiheit 3              | Kita Kümmelkrümel                      |
|      | Gompitzer Straße 101    | Kindertagesstätte Kinderland Pustewind |
|      | Lise-Meitner-Straße 1–3 | Kita Gorbitzer Früchtchen              |

### Medizinische Einrichtungen
Die größte medizinische Einrichtung in Omsewitz ist das Forum Gesundheit Dresden auf der Forsythienstraße in Neuomsewitz.